# Rio Grande (vattendrag i Brasilien, São Paulo)
Rio Grande är ett vattendrag i Brasilien.   Det ligger i delstaten São Paulo, i den sydöstra delen av landet, 900 km söder om huvudstaden Brasília.
Runt Rio Grande är det i huvudsak tätbebyggt. Runt Rio Grande är det mycket tätbefolkat, med 3 895 invånare per kvadratkilometer.